# Um ein Schnurrhaar
Um ein Schnurrhaar (jap. 泣きたい私は猫をかぶる, wortwörtlich: „Weinend gebe ich vor, eine Katze zu sein“) ist ein japanischer Zeichentrickfilm aus dem Jahr 2020, der von Studio Colorido, Tōhō Animation und Twin Engine produziert wurde. Unter der Regie von Junichi Sato und Tomotaka Shibayama wurde der Film am 18. Juni 2020 auf Netflix auf Japanisch veröffentlicht.
Ursprünglich sollte die englische Synchronisation zusammen mit der japanischen Version des Films veröffentlicht werden, aber die Veröffentlichung verzögerte sich bis zum 28. Juni 2020, als sie offiziell auf Netflix veröffentlicht wurde.

## Handlung
Miyo Sasaki ist eine unglückliche Schülerin, die in der Stadt Tokoname, Präfektur Aichi lebt und sich nicht mit ihrer Stiefmutter Kaoru versteht, nachdem ihre Mutter Miki Sasaki sie verlassen hat. In der Schule versucht sie jeden Tag, mit ihrem Schwarm Kento Hinode zu flirten, obwohl dieser sie immer wieder abweist. Eines Tages erhält Miyo von einem mysteriösen Maskenverkäufer eine magische Nō-Maske, die sie in eine Katze verwandeln kann. Als „Tarō“ verbringt sie Zeit mit Hinode in seinem Haus, leistet ihm Gesellschaft, während er japanische Töpferei studiert, und hört sich seine Probleme an. Sie sehnt sich danach, ihm zu gestehen, dass die Katze, die er liebt, und das Mädchen, das er hasst, ein und dieselbe Person sind, hat aber Angst, dass er sie auch als Tarō abweist.
Eines Tages hört Miyo, wie ein paar Jungs in der Schule über Hinode lästern, und greift lautstark ein, indem sie vom Schulgebäude springt, um seine Ehre zu verteidigen. Sie verletzt sich bei dem Sprung, und zum ersten Mal zeigt Hinode ihr Wärme, als er sie zur Krankenschwester bringt und sein Mittagessen mit ihr teilt. Später am Abend erfährt Miyo als Tarō, dass Hinodes Familie ihren Töpferladen schließt, da er sich nicht mehr rechnet. Wegen Hinodes Freundlichkeit ihr gegenüber, verbunden mit dem Bedürfnis, ihn angesichts des Verlusts seines Hobbys aufzumuntern, will Miyo ihm ihre Liebe in Form eines Briefes gestehen. Am nächsten Tag schnappt ein Junge in der Klasse den Brief, bevor sie ihn abgeben kann, und liest ihn laut vor, was sowohl Miyo als auch Hinode in große Verlegenheit bringt. Hinode rettet sein Gesicht, indem er Miyo öffentlich sagt, dass er sie hasst.
Miyo besucht Hinode später als Tarō und verbringt die Nacht mit ihm. Am Morgen beschließt sie, dass das Leben mit Hinode als Katze besser ist als das Leben ohne ihn als Mensch, und ihr menschliches Gesicht fällt in Form einer Porzellanmaske ab. Der Maskenverkäufer erscheint, um Miyos Gesicht einzufordern und sagt ihr, dass er es einer Katze geben wird, die ein Mensch werden will. Miyos Freunde und Familie machen sich auf die Suche nach ihr, einschließlich Hinode, der Tarō gesteht, dass er Miyo nicht wirklich hasst. In ihrem Katzenkörper gefangen, beginnt Miyo ihre Fähigkeit zu verlieren, Menschen zu verstehen und bereut ihre Entscheidung. Kinako, die Katze der Stiefmutter, erhält Miyos menschliches Gesicht von dem Maskenverkäufer und übernimmt ihr menschliches Leben. Miyo bittet sie inständig, ihr Gesicht zurückzugeben, aber Kinako weigert sich und erklärt, dass sie sich dem Ende ihrer natürlichen Lebensspanne nähert, aber weiterleben und ihre Besitzerin glücklich machen möchte.
Miyo folgt dem Maskenverkäufer auf die geheime Katzeninsel, wo sie hofft, ihn davon überzeugen zu können, sie wieder in einen Menschen zu verwandeln. Währenddessen begreift Kinako in Menschenform, wie sehr Miyos Stiefmutter sie als Katze geliebt hat, und ändert ihre Meinung. Sie verrät Hinode das Geheimnis der Masken und nimmt ihn mit auf die Insel, um Miyo zu retten, bevor ihre Verwandlung endgültig wird. Kinako gibt Hinode eine Katzenmaske, die nur seine Hände verwandelt. Kinako und Hinode werden von dem Maskenverkäufer gefangen, werden aber von Miyo und einer anderen Katze, die früher ein Mensch war, gerettet. Als Kinako Miyo ihr Gesicht zurückgeben will, entführt der Maskenverkäufer Miyo.
Als Hinode Miyo schließlich findet, bringt der Maskenverkäufer sie an den „versprochenen Ort“, innerhalb der Baumkrone. Miyo erkennt schließlich ihren egoistischen Fehler und geht auf den Maskenverkäufer los, um ihr menschliches Gesicht zurückzufordern. Der Maskenverkäufer versucht, die Verwandlung von Miyo und Hinode zu vollenden, indem er ihnen ihre Lebensspanne entzieht. Zum Glück wird aber all das von den verärgerten Katzen-Menschen aus der Bar vereitelt. Auf ihrer Reise zurück in die Menschenwelt gestehen sich Miyo und Hinode ihre Liebe, und Kinako gibt Miyo ihr Gesicht zurück, sodass sie wieder normal wird.
Im Abspann sieht man Miyo, die ihrer Freundin erzählt, wie sehr Hinode sie liebt, Hinode, der seiner Mutter erzählt, dass er töpfern will, und Hinode, der Miyo den für sie typischen „Hinode-Sonnenaufgangs-Angriff“ zeigt.

## Synchronisation
Die Synchronisation wurde durch Netflix International Dubbing in Englisch, Deutsch und weitere Sprachen durchgeführt.
| Figur                     | Japanischer Sprecher | Englischer Sprecher | Deutscher Sprecher  |
| ------------------------- | -------------------- | ------------------- | ------------------- |
| Miyo „Muge“ Sasaki / Tarō | Mirai Shida          | Cherami Leigh       | Lara Wurmer         |
| Kento Hinode              | Natsuki Hanae        | Johnny Yong Bosch   | Mio Lechenmayr      |
| Kusugi-sensei             | Hiroaki Ogi          | Robert Buchholz     | René Oltmanns       |
| Hajime                    | Fukushi Ochiai       | Robert Buchholz     | Hans-Rainer Müller  |
| Mask seller               | Kōichi Yamadera      | Keith Silverstein   | Alexander Wohnhaas  |
| Kaoru Mizutani            | Ayako Kawasumi       | Laura Post          | Anke Kortemeier     |
| Masamichi Isami           | Kensho Ono           | Griffin Burns       | Laurin Lechenmayr   |
| Yoriko Fukase             | Minako Kotobuki      | Erika Harlacher     | Leslie-Vanessa Lill |
| Miki Saitō                | Sayaka Ohara         | Reba Buhr           | Janina Dietz        |
| Tamaki                    | Rei Sakuma           | Reba Buhr           | Carin C. Tietze     |
| Yōji Sasaki               | Susumu Chiba         | Todd Haberkorn      | Benedikt Gutjan     |
| Sugita                    | Oolongta Yoshida     | Todd Haberkorn      | Thomas Albus        |
| Kento Hinode              | Motomu Kiyokawa      | Kirk Thornton       | Mio Lechenmayr      |
| Shōta Bannai              | Wataru Komada        | Bryce Papenbrook    | Max Schira          |
| Kakinuma                  | Shin-ichiro Miki     | Bryce Papenbrook    | Benedikt Gutjan     |
| Ayumu Niibori             | Yūsuke Nagano        | Griffin Puatu       | Leonard Rosemann    |
| Tomoya Sakaguchi          | Daisuke Namikawa     | Griffin Puatu       | Arne Hörmann        |
| Kinako                    | Eri Kitamura         | Cristina Vee        | Angelina Markiefka  |
| Yumi Hinode               | Rina Kitagawa        | Cristina Vee        | Zina Laus           |
| Shiori Mizoguchi          | Rie Hikisaka         | Kira Buckland       | Julia Bautz         |
| Sachiko Hinode            | Emi Shinohara        | Kira Buckland       | Anke Korte          |

## Produktion

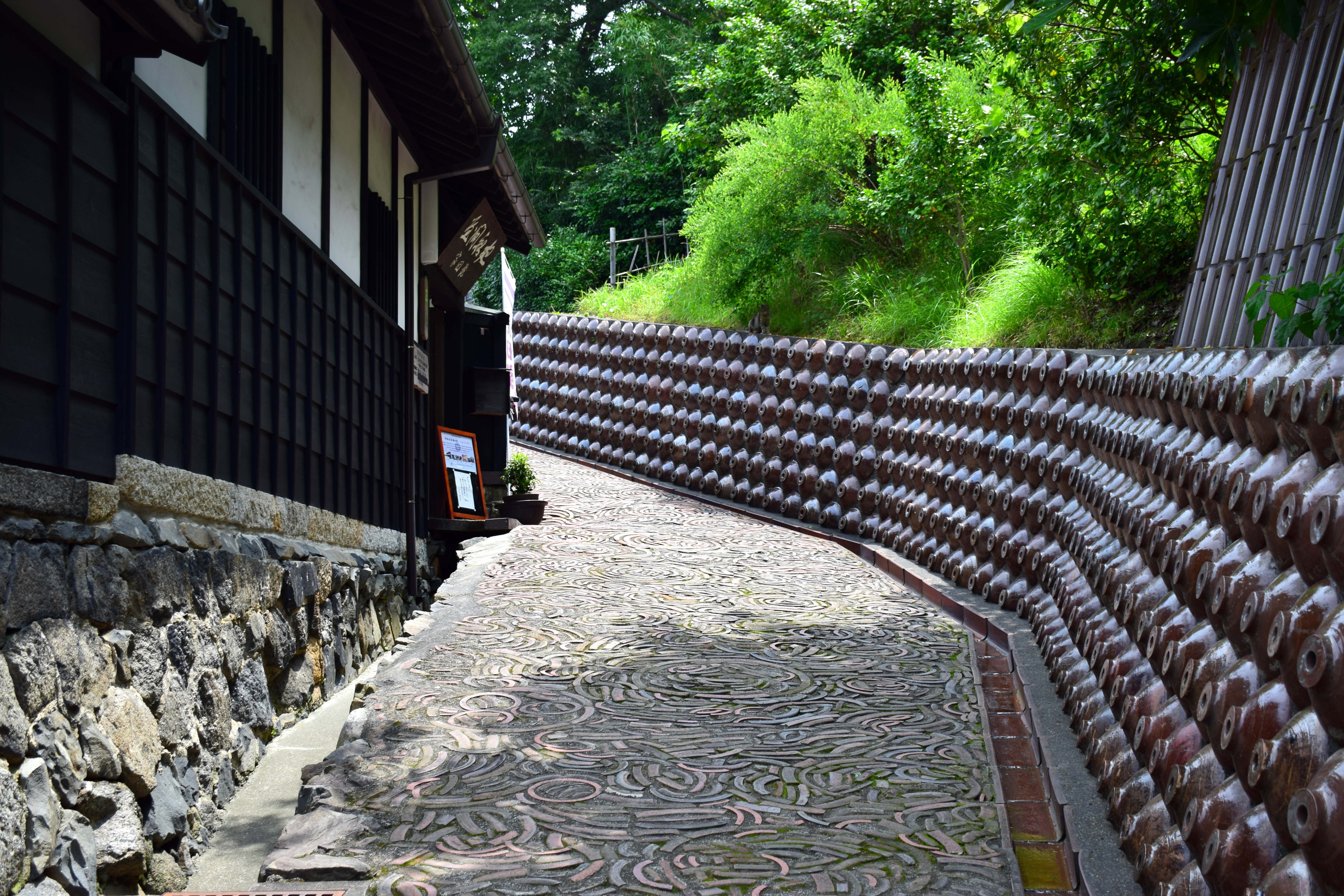
Gasse in Tokoname mit verstärkten Töpferwänden, wie im Film zu sehen

Der Film wurde von Studio Colorido animiert. Der Film spielt in Tokoname, Japan, da Regisseur Shibayama Tomotaka dort aufgewachsen ist. Viele Szenen im Film sind direkt von tatsächlichen Orten in der Stadt übernommen.
Der Titelsong, „Hana ni Bōrei“ (A Ghost in a Flower), und der Schlusssong, „Usotsuki“ (The Lying Moon), werden beide vom japanischen Rockduo Yorushika gesungen.

## Mangaadaption
Im Mai 2020 wurde eine Manga-Adaption angekündigt. Der erste Band wurde am 10. Juni 2020 veröffentlicht.
- Kapitel 1-3: ISBN 978-4-04-109619-2
- Kapitel 4: ISBN 978-4-04-110809-3

## Veröffentlichung
Der Film sollte ursprünglich am 5. Juni 2020 in die japanischen Kinos kommen, wurde aber aufgrund der COVID-19-Pandemie aus dem Programm genommen. Der Film wurde dann an Netflix verkauft, das ihn am 18. Juni 2020 digital veröffentlichte. Am 18. September 2020 wurde bekannt gegeben, dass der Film in Japan im Oktober 2020 in begrenztem Umfang in die Kinos kommen wird. In Japan wurde der Film am 23. Juni 2021 auf Blu-ray und DVD veröffentlicht.

## Rezeption
Auf der Bewertungsseite Rotten Tomatoes hat der Film eine Bewertung von 93 % basierend auf 15 Bewertungen, mit einer Zuschauerbewertung von 75 %. Lawrence Bennie von UK Film Review bewertete den Film mit vier von fünf Sternen und nannte ihn „süß, niedlich und charmant“ und „ein tolles Stück Anime-Eskapismus“. Jamie Morris von LeftLion gab dem Film ebenfalls eine positive Bewertung und sagte, er werde „vielen Leuten einen Grund zum Lächeln geben.“

## Auszeichnungen
- Asian Academy Creative Awards „Best Animation Work Award“[18] (Japanische Sprache)
- The 24th Japanese Media Arts Festival Animation Division „Excellent Work Award“[19] (Japanische Sprache)